# Kongruenz (Grammatik)
In der Sprachwissenschaft bedeutet Kongruenz (lateinisch congruentia ‚Übereinstimmung‘) die regelhafte Übereinstimmung von Wörtern und Satzgliedern im Satz miteinander hinsichtlich der grammatischen Merkmale. Die Kongruenz wird mit der Flexion (Beugung) von Wörtern durch aufeinander abgestimmte Formen erreicht. Sie ist ein formales Mittel, mit dem syntaktische Beziehungen zusammengehörender Teile in Satzkonstruktionen gekennzeichnet werden.
Häufig erfassen Kongruenzbeziehungen mehrere Merkmale gleichzeitig. So stimmen in einem deutschen Satz Subjekt und Verb in den Merkmalen Person und Numerus überein. Beispiel: In dem Satz „Die Kinder im Saal lachten“ kongruieren Subjekt und Verb in der Ausprägung „3. Person“ des Merkmals „Person“ und der Ausprägung „Plural“ des Merkmals „Numerus“. Weiter stimmen in der deutschen Nominalphrase Artikel, Adjektiv und Substantiv in der Ausprägung der Merkmale Kasus, Numerus und Genus überein (sofern Formen dafür vorhanden sind). Beispielsweise erscheinen bei dem Ausdruck „einem älteren Manne“ die Wörter in den Merkmals-Ausprägungen Dativ, Singular und Maskulinum.
Da Kongruenz als Übereinstimmung grammatischer Merkmale definiert ist, geht es nicht um eine lautliche Übereinstimmung der Beugungsformen, auch wenn diese in manchen Fällen zusätzlich vorliegen kann. So zeigen die beiden Endungen in „lange Sätze“ Kongruenz an, die Endungen in „lange Bretter“, „lange E-Mails“ aber ebenso.

## Abgrenzung: Kongruenz und Rektion

### Kongruenz als Merkmals-Übereinstimmung
Kongruenz wird üblicherweise definiert als eine Beziehung zwischen zwei Satzteilen, derart dass beide ein bestimmtes Merkmal tragen. Sie ist dann von Rektion abzugrenzen, bei der ein Merkmal nur an einem Satzteil vorliegt und ein anderer Satzteil es dort verlangt. Beispiel:
```
Das Theaterstück gefiel den kleinen Kindern sehr gut.
```

In diesem Beispiel regiert das Verb „gefiel“ den Dativkasus an der Ergänzung „den kleinen Kindern“; da das Dativmerkmal nur an der Ergänzung, aber nicht am Verb vorliegt, ist dies ein Fall von Rektion, nicht Kongruenz. Im Innern des Dativobjekts gibt es hingegen Kongruenz in den Merkmalen Dativ und Plural: „d-en klein-en Kind-er-n“. Der Dativ wird also dem Objekt als Ganzem durch Rektion zugewiesen, durch die Kongruenzregel breitet er sich dann im Inneren auf jedes der einzelnen Wörter aus; dies sind zwei getrennte Mechanismen. 
Ebenso gibt es im obigen Beispiel Kongruenz im Genus zwischen den Wörtern „das“ und „Theaterstück“, obwohl man das Merkmal, Neutrum, nur an der Artikelform „das“ sehen kann. Trotzdem trägt das Substantiv „Theaterstück“ das Merkmal Neutrum eindeutig auch selbst; daher ist auch dies ein Fall von Kongruenz, nicht Rektion.

### Abweichende Definitionen
Im Gegensatz zur obigen Standardversion des Kongruenzbegriffs wird in manchen Quellen zur deutschen Grammatik eine andere Grenzziehung zwischen Kongruenz und Rektion vertreten: Kongruenz wird dort eingeschränkt auf solche Fälle von Merkmalsübereinstimmung, wo das Merkmal im Flexionsparadigma beider beteiligter Wörter variabel ist (so dass der oben zuletzt genannte Fall aus dem Kongruenzbegriff ausgeschlossen wird, da das Merkmal Genus beim Substantiv fest liegt).

## Kongruenzformen von Verben
In vielen Sprachen stehen Subjekt und Prädikat in Kongruenz oder Übereinstimmung. Im Deutschen müssen beide in Person und Numerus übereinstimmen. Darum muss die Endung des finiten Verbs zum Subjekt passen.
Bei dem Beispielsatz „Sie hob das rote Blatt Papier auf.“ kongruiert das Verb („hob auf“, 3. Person Singular) mit dem Subjekt („sie“).

## Kongruenzformen von Adjektiven
Als KNG-Kongruenz bezeichnet man die (z. B. im Deutschen und Lateinischen geforderte) Übereinstimmung von Kasus, Numerus und Genus bei Determinantien, Adjektiven und Nomen innerhalb einer Nominalphrase. Anders gesagt: Die übrigen Wortarten folgen dem Nomen in Kasus, Numerus und Genus.

### Beispiele aus dem Deutschen
„Das schöne Haus steht zum Verkauf.“
„schöne“ und „Haus“ stehen beide im Nominativ Singular Neutrum, sie beziehen sich aufeinander und sind daher kongruent in Kasus, Numerus und Genus.
„Der große Mann sieht die schmutzige Straße.“
„große“ und „Mann“ sind beide Nominativ Singular Maskulinum, „schmutzige“ und „Straße“ sind beide Akkusativ Singular Femininum.